# 赫纳罗·佩雷斯·比利亚米尔
赫纳罗·佩雷斯·比利亚米尔（西班牙語：Jenaro Pérez Villaamil，1807年2月3日—1854年6月5日）是19世纪西班牙浪漫主义风景画家，和卡洛斯·德·阿埃斯和奥雷利亚诺·德·贝鲁埃特并称为19世纪西班牙三大风景画家。

## 生平
1807年2月3日出生于费罗尔。父亲是聖地亞哥-德孔波斯特拉军事学院的教授。在父亲的安排下，他于1812年进入学院，开始接受教育。1820年进入马德里圣伊西德罗中学学习。3年后参与游击军，来到加的斯抵抗法国路易十九和费尔南多七世保皇党的军队。他在战斗中受伤并被俘虏。
1830年来到波多黎各圣胡安，以透视画家的身份为劇場做绘画装饰。1833年返回西班牙，1834年来到马德里，在皇家聖費爾南多美術學院进行深入学习，1846年4月1日当选院士。1840年，他被任命为西班牙伊莎贝拉二世女王的名誉宫廷画家。在巴尔多梅罗·埃斯帕特罗摄政的1840年至1844年间，他实际上被流放到了法国和比利时。1844年2月10日获法國榮譽軍團勳章；1945年7月年获比利时利奥波德勋章。
1849年回到家乡加利西亚，开始进行长途旅行。1852年不幸患上肝病。1854年6月5日在马德里逝世，遗体被安葬在马德里圣胡斯托陵园。

## 画集

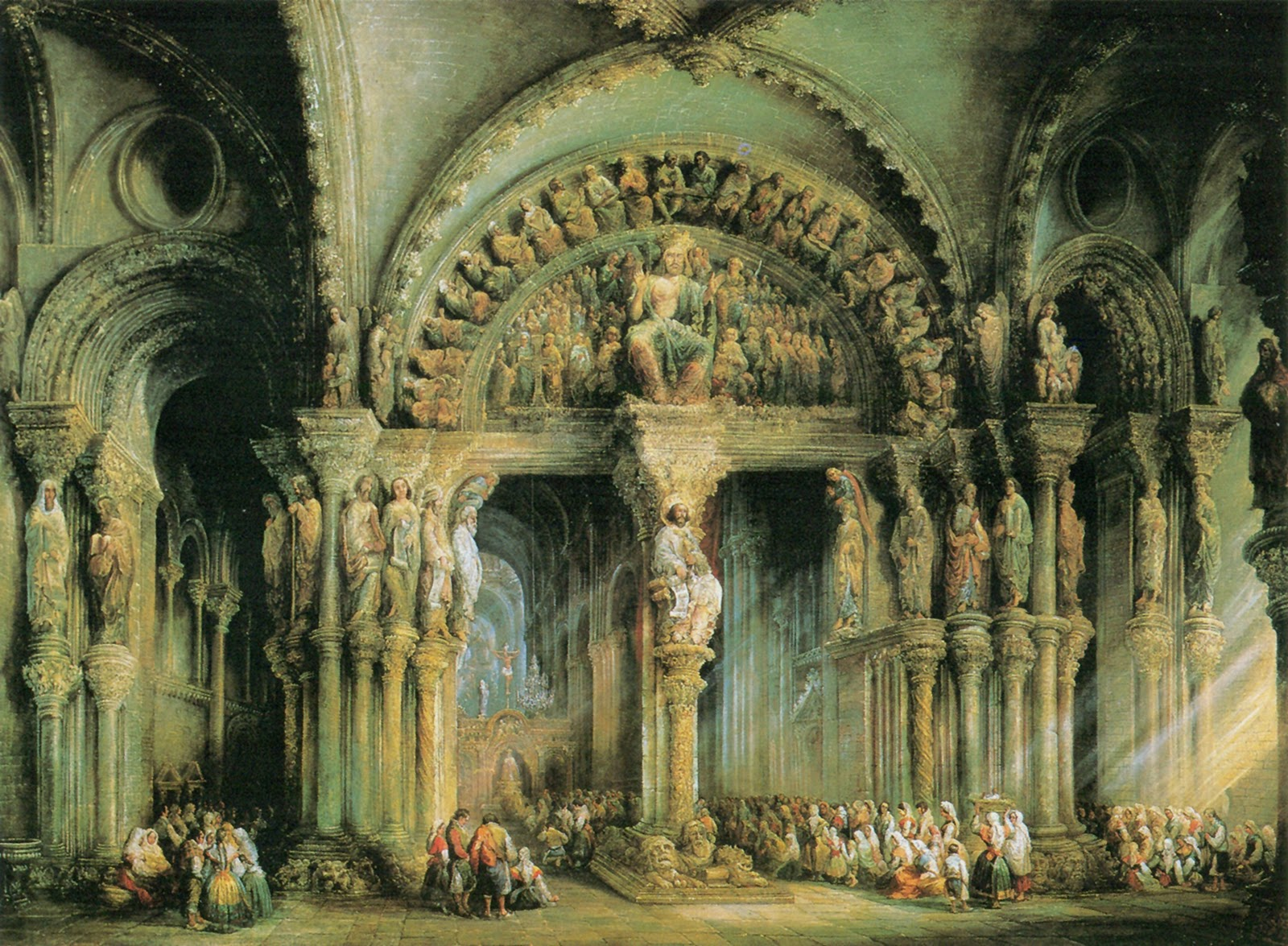
圣地亚哥-德孔波斯特拉主教座堂 (1849)
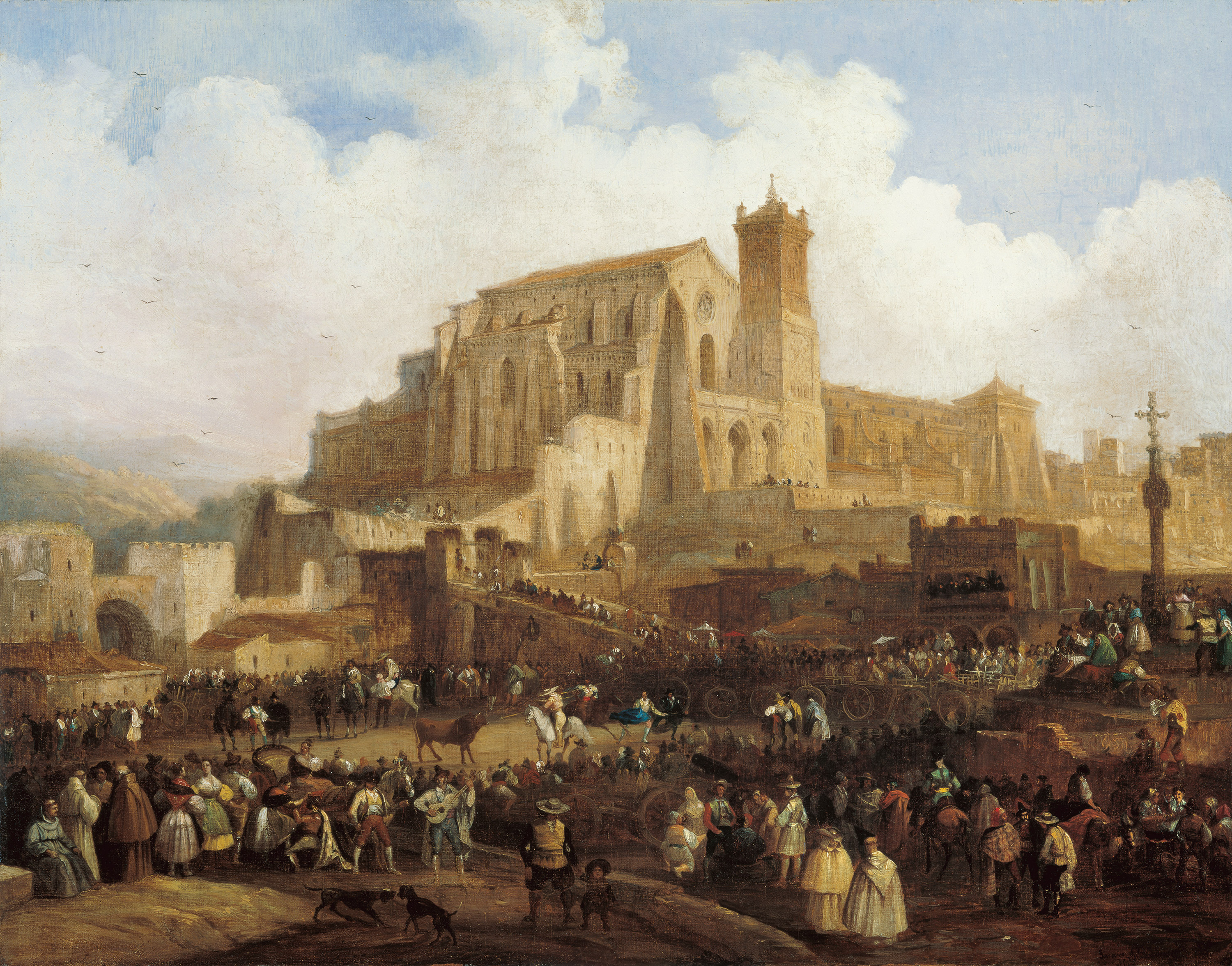
小镇斗牛 (1838)
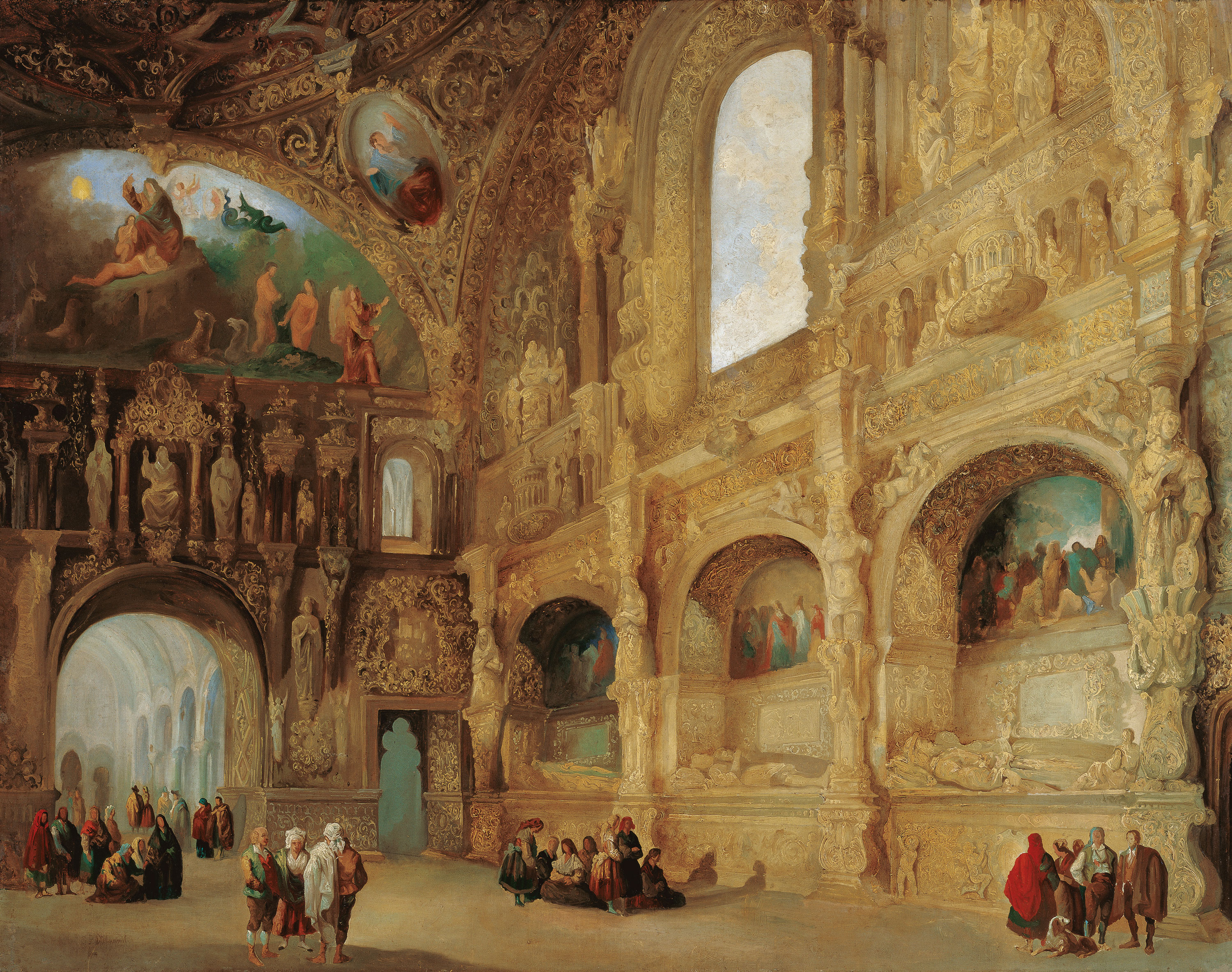
梅迪纳德里奥塞科贝纳文特家族教堂 (1842)
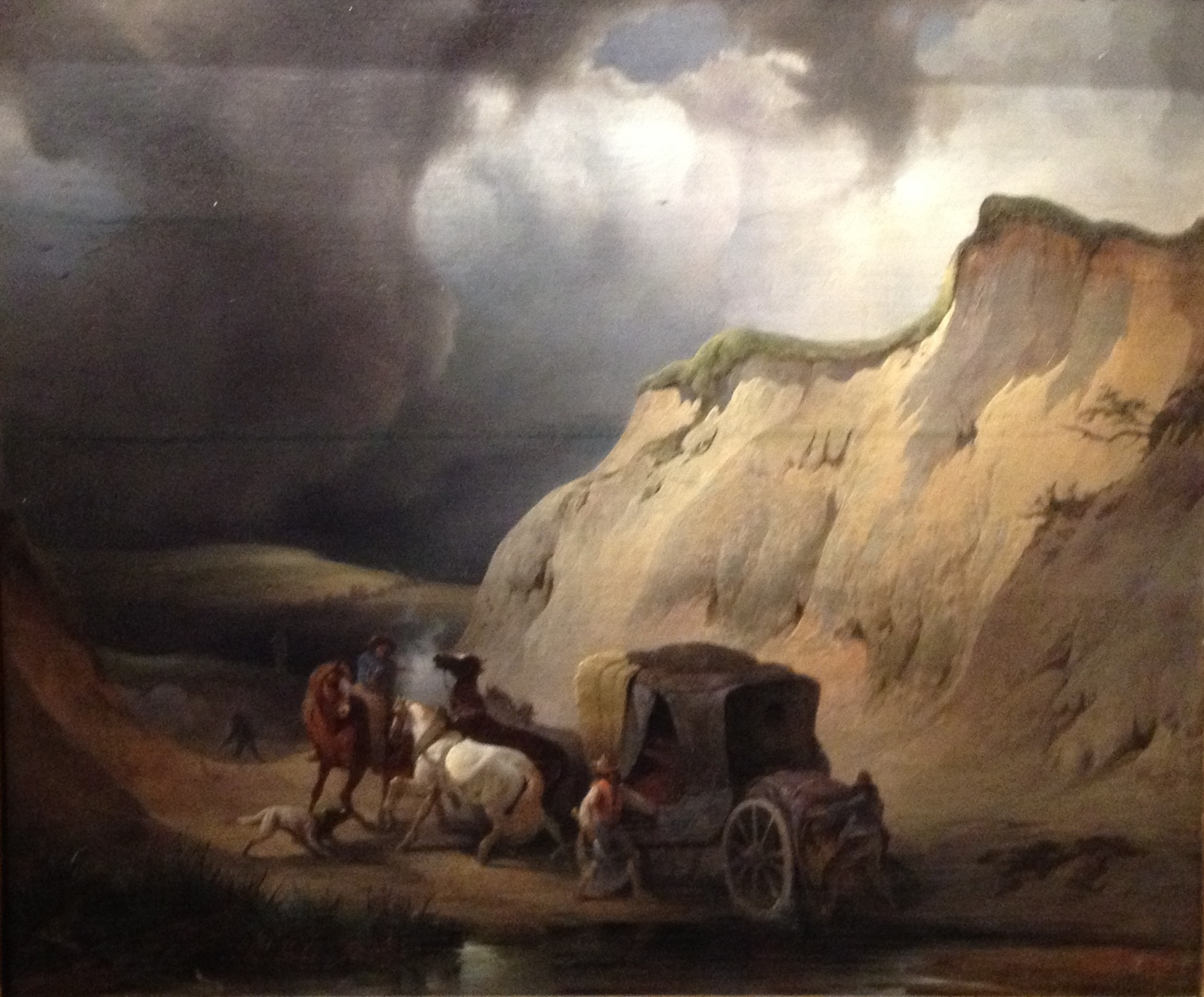
驿站马车的遇袭 (1850)
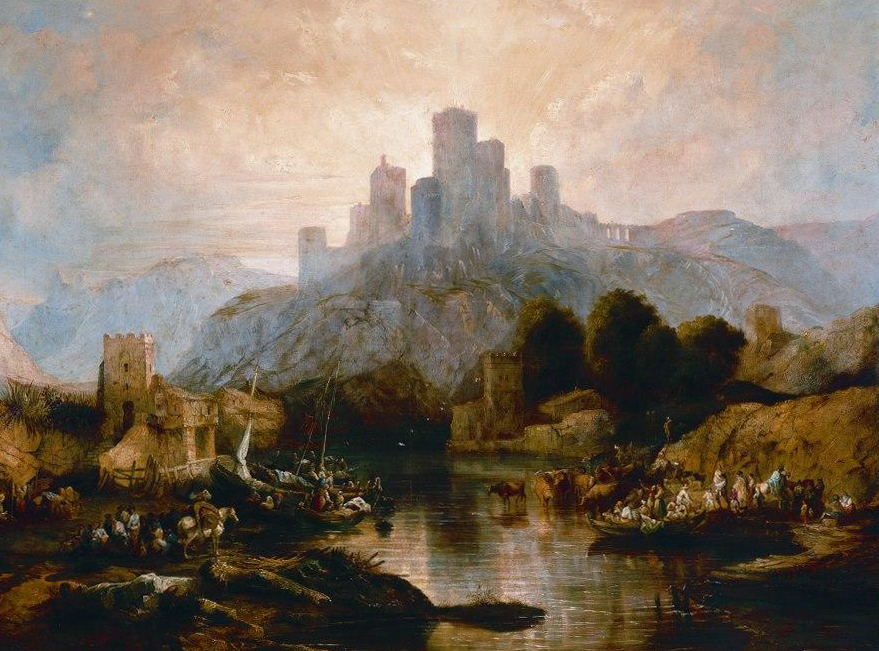
瓜代拉堡的城堡 (1843)

## 插画作品
- Jenaro Pérez de Villaamil; Patricio de la Escosura (编). . París: Alberto Hauser (Imprint of Fain & Thunot); Vol.I 1842, Vol.II 1844, Vol.III 1850.   [2019-03-14]. （原始内容存档于2017-12-20）.